# Dupophilus brevis
Dupophilus brevis là một loài bọ cánh cứng trong họ Elmidae. Loài này được Mulsant & Rey miêu tả khoa học năm 1872.